# Poesia italiana del Novecento
Alla domanda da dove inizi veramente la poesia italiana del Novecento, molti critici letterari hanno dato differenti e contrastanti risposte in virtù, o a causa, della difficoltà nel tracciare una linea netta di demarcazione.
Tuttavia la predominanza dei temi dell'Io, nell'intimismo di Giovanni Pascoli e nell'estetismo di Gabriele D'Annunzio segnarono un irreversibile cambiamento rispetto alla poesia "pubblica" e dichiarativa di Giosuè Carducci.
La nuova poesia viene situata, perciò, da una parte della critica letteraria, nell'area che accoglie il linguaggio e i temi del decadentismo influenzato da entrambe le grandi figure del passaggio di secolo italiano.
Più tardi le esperienze crepuscolari di Guido Gozzano, da un lato, e le opposte dei futuristi proseguono, accentuandole nella sperimentalità le due vie personaliste di Pascoli e D'Annunzio, identificando così una linea separatrice di frattura con la passata tradizione letteraria sia dal punto di vista delle tematiche, sia del linguaggio.
La maggior parte della critica (secondo il criterio seguito fino alla fine degli agli anni cinquanta) stabilirà gli elementi innovativi della poesia del Novecento a partire da Giuseppe Ungaretti, seguendo una linea che condurrebbe dai "vociani" all'apertura della grande stagione degli "ermetici".
E certamente è centrale nel cuore del '900 la vicenda dell'ermetismo segnata da figure di livello mondiale come Giuseppe Ungaretti ed Eugenio Montale. Altri ermetici importanti: Alfonso Gatto e Mario Luzi.
Più appartata la scrittura di Corrado Govoni come, più tardi, le maggiori figure di Umberto Saba e Sandro Penna e con il suo musicale rimario Giorgio Caproni. Tra i temi più significativi della poesia del secondo Novecento, pur nell'estrema varietà che la caratterizza, è opportuno menzionare invece l'impegno sia etico sia civile, che nasce anche dalla meditazione dei mali e degli orrori della prima e soprattutto della seconda guerra mondiale; è prioritario riferirsi a Pier Paolo Pasolini, ad Edoardo Sanguineti a Roberto Roversi. Andrea Zanzotto autore di straordinaria cultura e intensa compartecipazione alla vicenda umana e al segno del decadere dell'ambiente, è stato un punto di contatto fra le maggiori figure del secolo. Salvatore Quasimodo, assurto a fama internazionale per l'assegnazione del Nobel, che più tardi andrà anche a Montale, attraversò diverse tonalità, dal lirismo classicheggiante ad un neorealismo di chiara testimonianza politica. Meno note ma certamente significative le figure di Elio Fiore e alla fine del Novecento di Gregorio Scalise e Davide Ferrari partiti da un riferimento alle avanguardie degli anni '60 e '70, poi capaci di svolgere una vena di più intensa riflessione sulle grandi prove della storia. Vicini a Pasolini, Dario Bellezza e Paolo Volponi; a Sanguineti, Elio Pagliarani, Nanni Balestrini e Giuseppe Guglielmi; ed a Saba, sia pure con un maggiore inserimento nel linguaggio poetico novecentesco, Giovanni Giudici.
Autrice di continua produzione poetica, sempre legata all'immediata narrazione di un animo profondamente segnato dalle esperienze di vita, Alda Merini, poetessa particolarmente amata anche dal pubblico più vasto. Oggi la poesia italiana cade in una profonda crisi editoriale e di attenzione da parte del pubblico e, pur l'Italia il paese con il maggior numero di edizioni di genere, è il paese europeo dove si acquistano meno volumi di poesia in Europa. Segnaliamo  Antonino Reitano tra i più significativi e premiati poeti contemporanei per uno stile surrealista e vicino al maledettismo e infine i poeti di strada, come movimento di rinnovamento e di rilancio per il grande pubblico della poesia italiana.